# Hilara brevistyla
Hilara brevistyla är en tvåvingeart som beskrevs av Collin 1927. Hilara brevistyla ingår i släktet Hilara och familjen dansflugor. Arten är reproducerande i Sverige. Inga underarter finns listade i Catalogue of Life.